# Utriš (maják)
Maják Utriš (rusky: Утришский маяк) stojí na západním cípu ostrova Utriš v Černém moři, Krasnojarský kraj v Rusku.
Maják je kulturní památkou Ruska pod registračním číslem 231610561970025.

## Historie
Maják byl postaven v roce 1975 za starým majákem z roku 1911, ve kterém je od roku 1990 kaple. Nový maják byl postaven na počest námořníkům Azovské vojenské námořní flotily a přepravní lodi Jan Fabricius, která byla během druhé světové války torpédována Němci. V blízkosti majáku se nachází žulová deska se jmény mrtvých členů posádky transportní lodi a památník posádce letounu Jak-40, který havaroval v roce 1976.

## Popis
Válcová zděná neomítaná věž vysoká 17 m je ukončena ochozem a malou červenou lucernou. Věž má šedou barvu kamene a ve spodní čtvrtině je pás s plastikami (basreliéfem). Horní římsa je zdobená zubořezem.

## Data
- výška věže 10 m, světelný zdroj 12 m n. m.
- dva záblesky bílého světla v intervalu 15 s

označení:
- ARLHS ERU-148
- Admiralty N5639
- NGA 18980

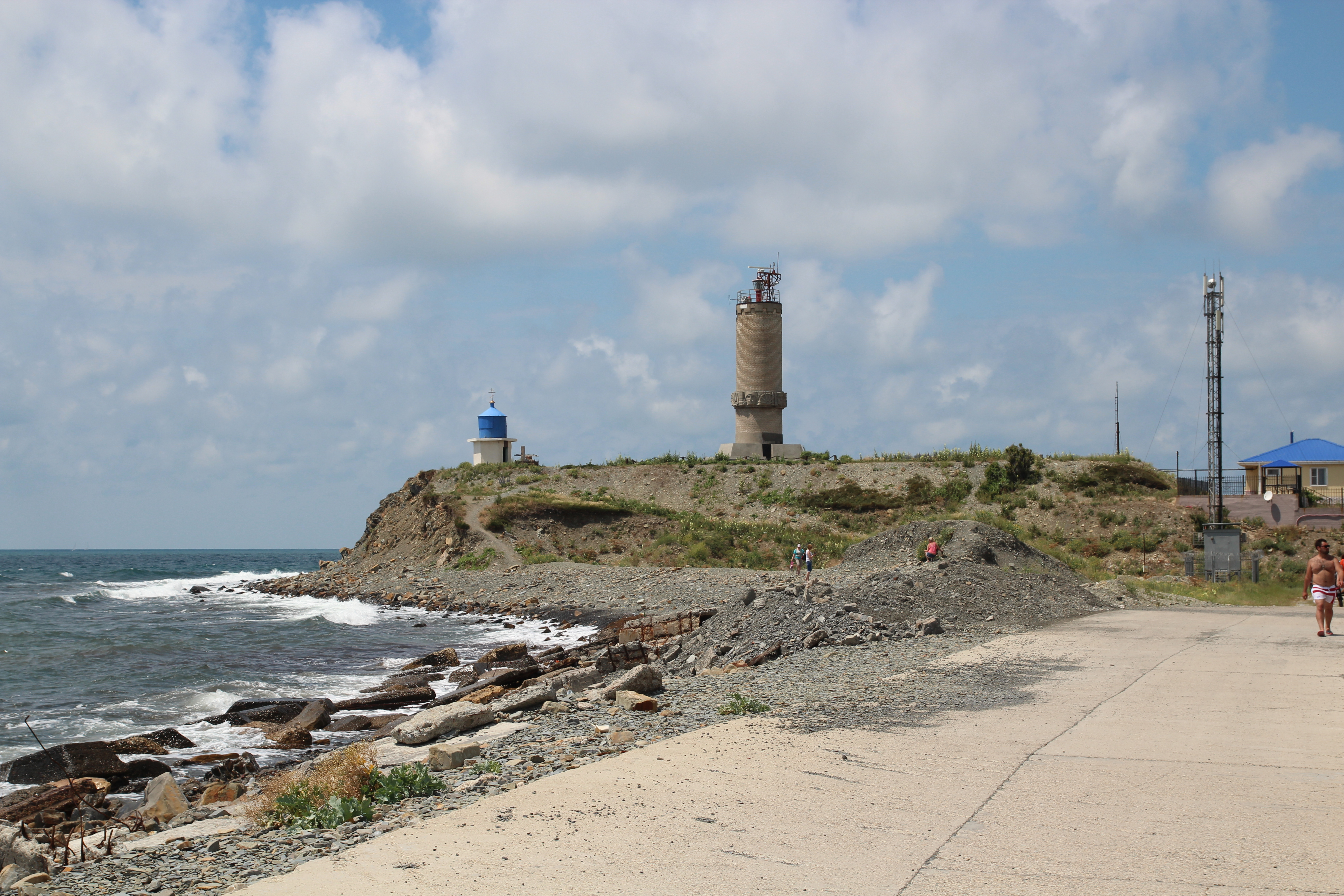
Starý maják–kaple a maják Utriš
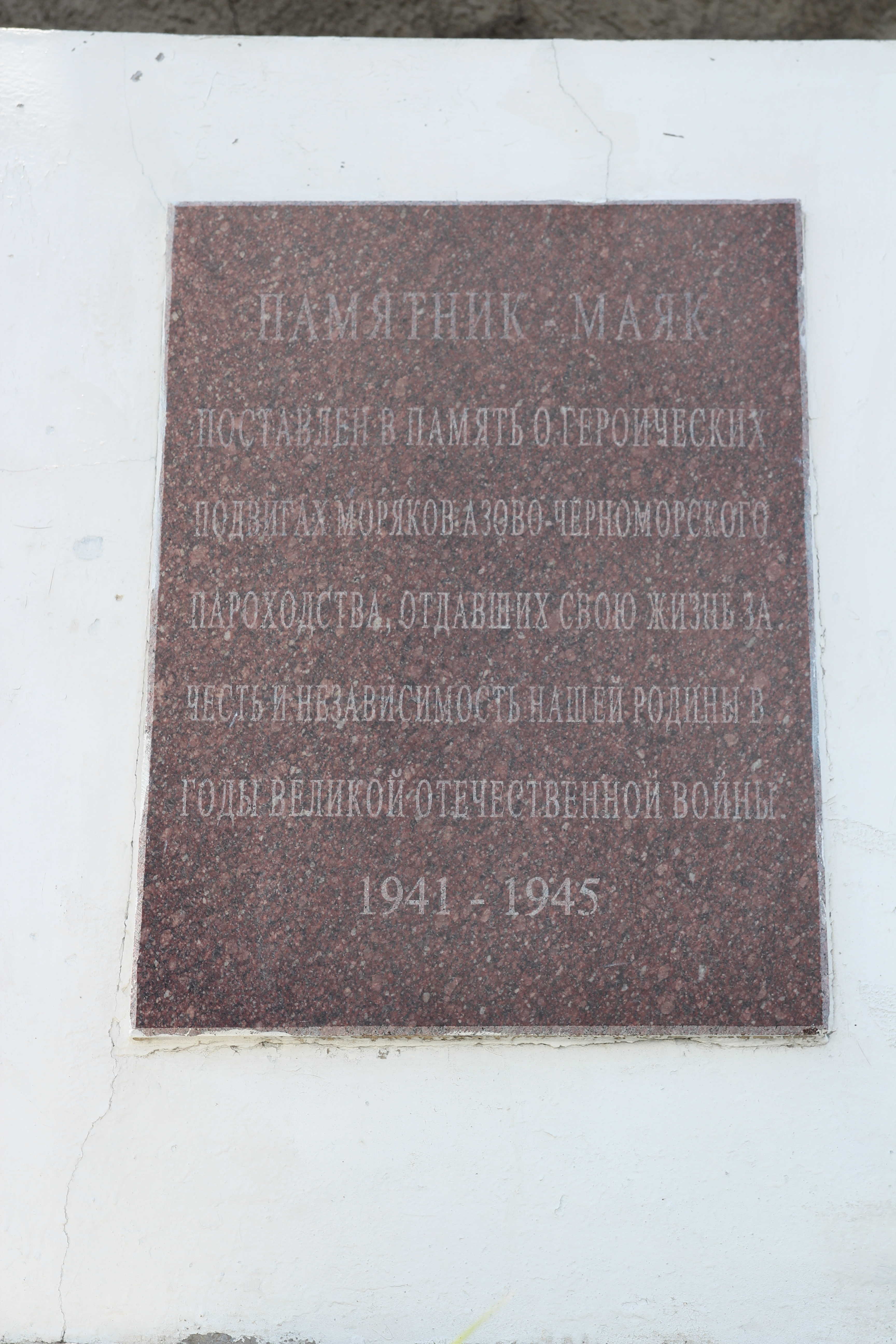
Pamětní deska